# Гюмон
Гюмо́н (фр. Gumond, окс. Agutmont) — коммуна во Франции, находится в регионе Лимузен. Департамент — Коррез. Входит в состав кантона Ла-Рош-Канийак. Округ коммуны — Тюль.
Код INSEE коммуны — 19090.
Коммуна расположена приблизительно в 410 км к югу от Парижа, в 90 км юго-восточнее Лиможа, в 18 км к востоку от Тюля.

## Население
Население коммуны на 2008 год составляло 113 человек.
| 1962 | 1968 | 1975 | 1982 | 1990 | 1999 | 2008 |
| ---- | ---- | ---- | ---- | ---- | ---- | ---- |
| 146  | 119  | 110  | 93   | 80   | 103  | 113  |

## Экономика

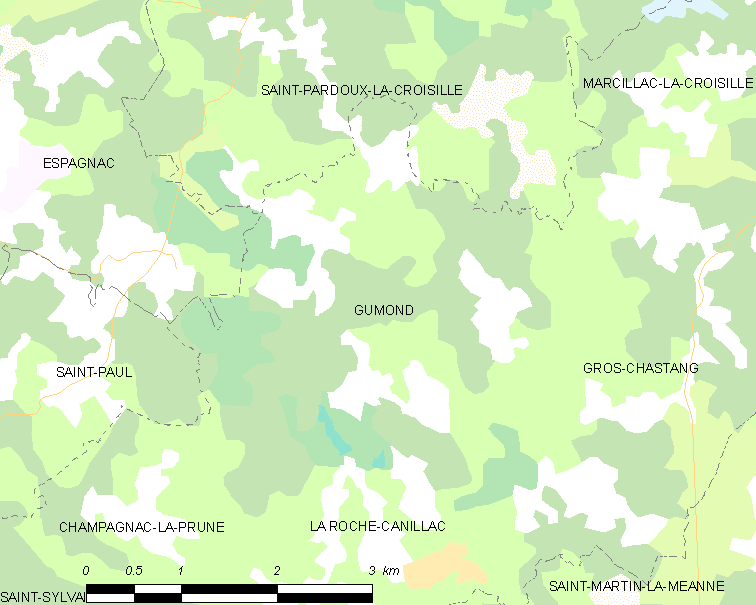
Карта коммуны

В 2007 году среди 66 человек в трудоспособном возрасте (15-64 лет) 38 были экономически активными, 28 — неактивными (показатель активности — 57,6 %, в 1999 году было 72,0 %). Из 38 активных работали 35 человек (21 мужчина и 14 женщин), безработных было 3 (2 мужчин и 1 женщина). Среди 28 неактивных 10 человек были учениками или студентами, 10 — пенсионерами, 8 были неактивными по другим причинам.